# Сърша Ронан
Сърша Уна Ронан (на английски: Saoirse Una Ronan) е ирландска актриса.

## Биография
Сърша Ронан е родена на 12 април 1994 г. в Бронкс, Ню Йорк. Родителите ѝ са ирландци и когато Сърша е на 3 години, семейството се връща в Ирландия. Живеят първо в Карлоу, а след това в Хоут. Има двойно гражданство.

## Избрана филмография
| година | филм                                            | оригинално заглавие                                    | роля                          | режисьор        |
| ------ | ----------------------------------------------- | ------------------------------------------------------ | ----------------------------- | --------------- |
| 2007   | Изкупление                                      | Atonement                                              | Брайъни Талис (на 13 години)  | Джо Райт        |
| 2008   | Тайната на скрития град                         | City of Ember                                          | Лина Мейфлит                  | Гил Кенан       |
| 2009   | Очи от рая                                      | The Lovely Bones                                       | Сюзи Селмън                   | Питър Джаксън   |
| 2010   | Бягството                                       | The Way Back                                           | Ирена                         | Питър Уиър      |
| 2011   | Хана                                            | Hanna                                                  | Хана Хелър                    | Джо Райт        |
| 2011   | Вайълет и Дейзи                                 | Violet & Daisy                                         | Дейзи                         | Джефри Флечър   |
| 2013   | Скитница                                        | The Host                                               | Мелани Страйдер               | Андрю Никъл     |
| 2013   | Как живея сега                                  | How I Live Now                                         | Дейзи                         | Кевин Макдоналд |
| 2013   | Джъстин и рицарите на честта                    | Justin and the Knights of Valour                       | Талия (глас)                  | Мануел Сицилия  |
| 2014   | Гранд хотел „Будапеща“                          | The Grand Budapest Hotel                               | Агата                         | Уес Андерсън    |
| 2015   | Бруклин                                         | Brooklyn                                               | Ейлис Лейси                   | Джон Кроули     |
| 2017   | На плажа Чезъл                                  | On Chesil Beach                                        | Флоранс                       | Доминик Кук     |
| 2017   | Лейди Бърд                                      | Lady Bird                                              | Кристин (Леди Бърд) Макферсън | Грета Гервиг    |
| 2018   | Чайка                                           | The Seagull                                            | Нина Заречная                 | Майкъл Майер    |
| 2020   | Амонит                                          | Ammonite                                               | Шарлот Мърчисън               | Франсис Лий     |
| 2021   | Френският бюлетин на Либърти, Канзас Ивнинг Сън | The French Dispatch of the Liberty, Kansas Evening Sun | наркоманка / танцьорка №1     | Уес Андерсън    |

## Награди и номинации
| Продукция        | Дата                | Награда                                                  | Резултат  |
| ---------------- | ------------------- | -------------------------------------------------------- | --------- |
| „Изкупление“     | 16 декември 2007 г. | Сателит за най-добра актриса в поддържаща роля           | номинация |
| „Изкупление“     | 13 януари 2008 г.   | Златен глобус за най-добра поддържаща актриса            | номинация |
| „Изкупление“     | 10 февруари 2008 г. | Награда на БАФТА за най-добра актриса в поддържаща роля  | номинация |
| „Изкупление“     | 24 февруари 2008 г. | Оскар за най-добра поддържаща женска роля                | номинация |
| „Изкупление“     | 9 март 2008 г.      | Емпайър за най-добър дебют                               | номинация |
| „Очи от рая“     | 21 февруари 2010 г. | Награда на БАФТА за най-добра актриса в главна роля      | номинация |
| „Очи от рая“     | 24 юни 2010 г.      | Сатурн за най-добър млад актьор                          | награда   |
| „Хана“           | 26 юли 2012 г.      | Сатурн за най-добър млад актьор                          | номинация |
| „Как живея сега“ | 26 юни 2014 г.      | Сатурн за най-добър млад актьор                          | номинация |
| „Бруклин“        | 10 януари 2016 г.   | Златен глобус за най-добра актриса в драматичен филм     | номинация |
| „Бруклин“        | 14 февруари 2016 г. | Награда на БАФТА за най-добра актриса в главна роля      | номинация |
| „Бруклин“        | 21 февруари 2016 г. | Сателит за най-добра актриса                             | награда   |
| „Бруклин“        | 28 февруари 2016 г. | Оскар за най-добра женска роля                           | номинация |
| „Лейди Бърд“     | 7 януари 2018 г.    | Златен глобус за най-добра актриса в мюзикъл или комедия | награда   |